# Michael Mathieu
Michael Mathieu (* 24. Juni 1984 in Freeport) ist ein bahamaischer Sprinter, der sich auf den 400-Meter-Lauf spezialisiert hat.

## Sportliche Laufbahn
Erste internationale Erfahrungen sammelte Michael Mathieu bei den Panamerikanischen Juniorenmeisterschaften 2003 in Bridgetown, bei denen er die Bronzemedaille über 400 Meter gewann und über 200 Meter Platz vier belegte. 2006 belegte er bei den U23-NACAC-Meisterschaften in Santo Domingo Platz vier im 400-Meter-Lauf sowie Platz sechs bei den Zentralamerika- und Karibikspielen in Cartagena. 2007 belegte er bei den Panamerikanischen Spielen in Rio de Janeiro Platz vier im Einzelbewerb sowie die Goldmedaille mit der bahamaischen 4-mal-400-Meter-Staffel. Anschließend gewann er mit der Stafette die Silbermedaille bei den Weltmeisterschaften in Osaka hinter den Vereinigten Staaten und vor Polen. 2008 schied er mit der Staffel in der Vorrunde der Hallenweltmeisterschaften in Valencia aus, wie auch im Einzelbewerb über 400 Meter, gewann später bei den CAC-Meisterschaften in Cali die Silbermedaillen im Einzel und mit der Staffel. Er qualifizierte sich auch für die Olympischen Spiele in Peking, bei denen er gemeinsam mit Andretti Bain, Andrae Williams und Chris Brown in 2:58,03 min die Silbermedaille hinter den Vereinigten Staaten gewann. Im Einzelbewerb schied er mit 45,56 s im Halbfinale aus.
2009 belegte er bei den Zentralamerika- und Karibikmeisterschaften in Havanna Platz sechs über 200 Meter und schied bei den Weltmeisterschaften in Berling über 400 Meter bereits in der ersten Runde aus. 2010 gelangte er bei den Hallenweltmeisterschaften in Doha ins Halbfinale im Einzelbewerb und konnte den Finallauf mit der Staffel nicht beenden. Während der Freiluftsaison qualifizierte er sich für die Commonwealth Games in Neu-Delhi, bei denen er jeweils den vierten Platz im Einzelrennen als auch mit der Staffel belegte. 2011 gewann er bei den CAC-Meisterschaften in Mayagüez die Goldmedaille über 200 Meter und mit der 4-mal-400-Meter-Staffel. Über 200 Meter nahm er später an den Weltmeisterschaften in Daegu teil und musste dort seinen Halbfinallauf abbrechen. Anschlienßend belegte er bei den Panamerikanischen Spielen in Guadalajara den vierten Platz. 2012 verbesserte er den Landesrekord über 200 Meter auf 20,16 s und qualifizierte sich damit für die Olympischen Spiele in London. Zusammen mit Chris Brown, Demetrius Pinder und Ramon Miller stellte er mit der bahamaischen Staffel in 2:56,72 Minuten im Finale einen neuen Landesrekord auf. Damit sicherte sich das Quartett überraschend die Goldmedaille vor der favorisierten US-amerikanischen Mannschaft. Über 200 Meter wurde er im Halbfinale wegen eines Fehlstarts disqualifiziert.
Zwei Jahre später schied er mit der Staffel in der Vorrunde der Hallenweltmeisterschaften in Sopot aus, belegten aber bei den World Relays auf den Bahamas den zweiten Platz. Bei den Commonwealth Games in Glasgow gewann er mit der Staffel in 3:00,51 min die Silbermedaille hinter den Engländern. Im Einzelbewerb über 200 Meter erreichte er das Halbfinale. Bei den World Relays 2015 erreichten sie erneut den zweiten Platz und er qualifizierte sich über 400 Meter für die Weltmeisterschaften in Peking, bei denen er mit 45,43 s im Halbfinale ausschied. Mit der bahamaischen Stafette wurde er bereits im Vorlauf disqualifiziert. Zuvor belegte er mit der Staffel den vierten Platz bei den Panamerikanischen Spielen in Toronto. 2016 schied er bei den Hallenweltmeisterschaften in Portland in der ersten Runde über 400 Meter aus und gewann mit der Staffel in neuem Landesrekord von 3:04,75 min die Silbermedaille hinter den Vereinigten Staaten. Mit der Staffel nahm er zum dritten Mal an den Olympischen Spielen in Rio de Janeiro teil und gewann dort mit 2:58,49 min im Finale die Bronzemedaille hinter den USA und Jamaika.
2017 erfolgte die Teilnahme mit der Staffel an den Weltmeisterschaften in London, bei denen sie bereits in der ersten Runde ausschieden. 2018 nahm er erneut an den Commonwealth Games im australischen Gold Coast teil und erreichte dort das Halbfinale über 400 Meter. Mit der Staffel kam er im Vorlauf zum Einsatz, gewann aber später auch die Silbermedaille hinter der Mannschaft aus Botswana.
2006 und 2007 wurde Mathieu bahamaischer Meister im 400-Meter-Lauf. Er ist Absolvent der Texas Tech University in Lubbock.

## Persönliche Bestleistungen
- 100 Meter: 10,18 s (+0,7 m/s), 11. April 2015 in Coral Gables
- 200 Meter: 20,16 s (+0,8 m/s), 6. Mai 2012 in Belém
  - 200 Meter (Halle): 21,20 s, 3. Februar 2007 in New Haven
- 400 Meter: 45,00 s, 27. Juni 2015 in Nassau
  - 400 Meter (Halle): 46,05 s, 31. Januar 2016 in Birmingham